# Leon Tornikios Kontoleon
Leon Tornikios Kontoleon  (în latină, Tornicius Condoleo; în italiană Tornichio  a fost catepan de Italia în anul 1017, între lunile mai și septembrie.
Inițial, Leon fusese strategos-ul themei Cefalonia. Din această poziție, el l-a însoțit pe Vasile Mesardonites în Apulia în anul 1011. După ce Mesardonites a încetat din viață în 1016, Leon a fost numit în locul său. Între timp, Melus din Bari pornise o nouă răscoală antibizantină, de această dată bucurându-se de sprijinul unor aventurieri normanzi. Leon l-a trimis împotrivă pe generalul Leon Passianos. Cele două armate s-au confruntat pe malul râului Fortore,  la Arenula. Bătălia s-a încheiat fie nedecis (potrivit cronicii lui Guglielmo de Apulia), fie cu o victorie a răsculaților (conform scrierii lui Leon de Ostia). În orive caz, Tornikios a preluat el însuși comanda trupelor bizantine și le-a condus spre o nouă bătălie, dată în apropiere de Civita. Această a doua luptă a adus o victorie categorică lui Melus, deși cronicarul Lupus Protospatarul și o cronică anonimă vorbesc mai degrabă de o înfrângere a răsculaților. În orice caz, cea de a treia bătălie, care a avut loc la Vaccaricia, lângă localitatea Troia (provincia Foggia), a însemnat o înfrângere decisivă a catepanului. Ca urmare, întreaga regiune de la Fortore la Trani a căzut în mâinile lui Melus, iar în septembrie Tornikios a fost depus de la comandă și înlocuit cu Vasile Boiannes.